# Sarah Bagley
Pour les articles homonymes, voir Bagley.
Sarah George Bagley (19 avril 1806 – 23 juin 1883) est l'ouvrière américaine qui fut à l'origine en 1845 de la création de la Female Labor Reform Association, une organisation basée à Lowell (Massachusetts) qui militait en faveur de la journée de travail de dix heures et pour l'amélioration des conditions de travail des ouvrières du textile.